# Rotllà
Rotllà, Rotlà (o Rotllan i Rotlan) és un personatge protagonista de diverses llegendes europees, les quals sembla que es van originar a partir d'un personatge real, un cavaller franc que va viure al segle viii, contemporani de Carlemany i prefecte de la marca de Bretanya. Les seves gestes, explicades en poemes, formen part de la matèria de França que va estar tan de moda en les corts d'aquella època. Segons en quin idioma es tractava aquest tema, el mateix personatge apareix escrit de diferents maneres: Hruodland en franc, Rotland en occità, Orlando en italià, Roeland en germànic, Roldán en castellà i Errolan en basc.La fama del personatge va transcendir l'edat mitjana, l'època en què va sorgir, i va continuar inspirant artistes d'èpoques posteriors: poetes, pintors, músics. A Catalunya és un important personatge de les rondalles populars que configuren la mitologia catalana.

## Història
L'única menció històrica del Rotllà real es troba a la Vita Karoli Magni del cortesà i biògraf de Carlemany, Einhard. Einhard es refereix a ell com Hruodlandus Brittannici limitis praefectus ("Rotllà, prefecte de les fronteres de Bretanya"), indicant que va presidir la Marca Bretona, el territori fronterer de França contra els bretons. El passatge, que apareix al capítol 9, esmenta que Hroudlandus (una llatinització del franc *Hrōþiland, de *hrōþi, "elogi"/"fama" i * land, "país") estava entre els morts a la batalla de Roncesvalls:
| « | Mentre seguia vigorosament la Guerra Saxona, gairebé sense descans, i després d'haver col·locat guarnicions en punts seleccionats al llarg de la frontera, [Carles] va marxar a Espanya [el 778] amb una força tan gran com podia muntar. El seu exèrcit va travessar els Pirineus i [Carles] va rebre la rendició de totes les ciutats i llocs fortificats que va trobar. Tornava [a França] amb el seu exèrcit segur i intacte, però a l'alçada dels Pirineus, en aquell viatge de tornada, va viure breument amb els bascos. Aquest lloc està tan cobert d'un bosc espès que és el lloc perfecte per a una emboscada. L'exèrcit [de Carles] es va veure obligat, per l'estretor del terreny, a procedir en una llarga fila i [va ser en aquell lloc], a dalt de la muntanya, on els bascos van emboscar. […] Els bascos tenien l'avantatge en aquesta escaramussa per la lleugeresa de les seves armes i la naturalesa del terreny, mentre que els francs estaven desfavorits per la pesadesa de les seves armes i el desnivell del terreny. Eggihard, el supervisor de la taula del rei, Anselm, el comte de palau, i Rotllà, el senyor de la Marca bretona, juntament amb molts altres, van morir en aquella escaramussa. Però aquest fet no es va poder venjar en aquell moment perquè l'enemic s'havia dispersat tant després de l'atac que no hi havia indicis d'on es podien trobar. | » |

Rotllà va ser evidentment el primer funcionari designat per dirigir la política franca en els afers dels bretons, ja que els francs locals sota la dinastia merovíngia no havien tingut prèviament cap relació específica amb els bretons. Els seus barris castellers fronterers com Vitré, Ille-et-Vilaine, al sud del Mont Saint-Michel, es divideixen ara entre Normandia i Bretanya. La cultura distintiva d'aquesta regió conserva l'actual idioma gal·ló i llegendes d'herois locals com Rotllà. El successor de Rotllà a Bretania Nova va ser Guiu de Nantes, que com Rotllà, no va poder exercir l'expansió franca sobre Bretanya i només va mantenir una presència bretona a l'Imperi carolingi.
Segons la llegenda, Rotllà va ser enterrat a la basílica de Blaia, prop de Bordeus, al lloc de la ciutadella.

## En les llegendes catalanes
A Catalunya no hi ha una sola versió de la llegenda sinó diverses; aquestes es van transmetre per tradició oral i cada rondallista que la contava afegia el seu toc personal, fins al punt que el personatge final va esdevenir més aviat guerrer mitològic, un gran gegant que lluità a favor dels catalans i contra els sarraïns, anomenats popularment "moros". Això es devia al concepte de l'època, en què, a l'Europa occidental, els cristians encarnaven el bé damunt la Terra i els musulmans el mal. Encara que en les seves històries hi tingui poca relació, queda força clar que és una deformació mitològica del protagonista de la Cançó de Rotllà, que alguns van creure erròniament que era cosí o nebot de Carlemany.

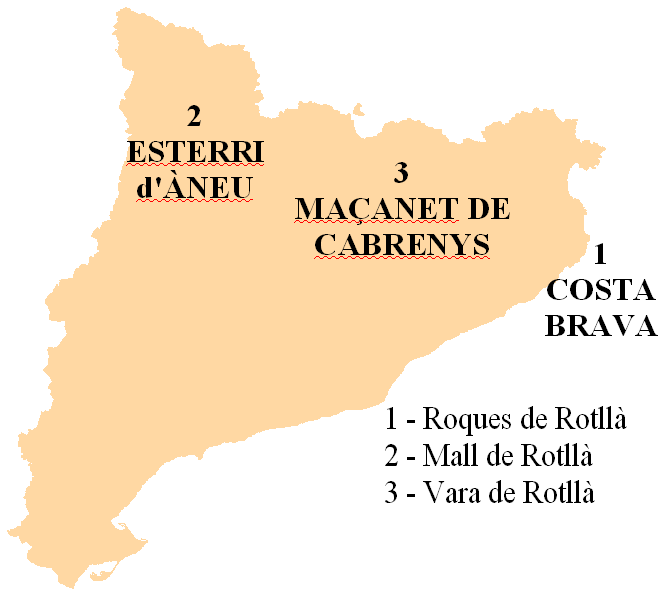
Rastres de Rotllà al territori administrat per la Generalitat de Catalunya

Es deia que havia nascut amb bona estrella i que, per tant, no hi havia cap arma que fos capaç de matar-lo, cosa que el feia molt més arrauxat del que li hauria pertocat per la seva força prodigiosa, de la qual queden restes a ambdós vessants dels Pirineus. Anava molt ben armat amb una gran espasa, anomenada Durandal (o Durendal), una roca enorme per a esclafar els sarraïns, una vara de ferro de més de dues canes de llargària i una maça també de ferro que pesava tot un seguit de quintars. Muntava un cavall enorme amb un sol ull, anomenat Veillantif, que hi ha qui relaciona amb un olifant d'una banya (així se'n deia de l'elefant en català antic, animal que, com que no es coneixia bé, se'l considerava un ésser meravellós arran del sol "ull" que té la seva calavera, o lloc on s'allotja la trompa). De fet, s'explica que tenia un corn d'olifant que, quan el feia sonar, se sentia des de Tolosa fins a Saragossa.
En molts llocs de la geografia dels territoris de parla catalana es troben indrets el topònim dels quals està relacionat amb un fet d'aquest personatge. Es diu, per exemple, que l'anomenada Bretxa de Rotllà, entre la vall de Gavarnia i la vall d'Ordesa, al Pirineu central, es va originar amb un cop de l'espasa Durandal. Al peu d'un cingle que va travessar d'una sola passa, a Sureda vora el Vallespir, hi ha el que és conegut com la Petja de Rotllà. La Fossa del gegant, un megàlit que es trobava dalt dels estanys de Carançà, a les Gorges del Freser, està relacionat amb un enfrontament entre Rotllà i el gegant moro Ferragut.
A la vall d'Àneu, es pot veure una setena part del seu mall, quan el va tirar per esclafar els moros i hi provocà una gran mortaldat. Tota la resta va quedar enfonsada sota terra. La gran roca que feia servir per a esclafar moros la va clavar un dia a Montner, Vallespir, creant així el menhir conegut com a la Maça de Rotllà. A la plaça de Maçanet de Cabrenys (Alt Empordà) hi ha la Vara de Rotllà. La va llençar un dia a quilòmetres de distància, passant per sobre de muntanyes, quan es pensava que ja no la tornaria a necessitar mai més per a lluitar contra els sarraïns. Tan gros era el seu cavall que un dia va començar a burxar una roca d'Arles fins que hi va fer un sot tan profund que s'hi podia recollir l'aigua i beure-hi: és el que ara es coneix com l'Abeurador del cavall de Rotllà.
Una vegada es va enamorar bojament d'una donzella, però quan va saber que la noia havia lliurat el seu cor a un moro s'enrabià tant que l'encalçà a cops de pedra, rocs que es conserven avui en dia com les anomenades Roques de Rotllà davant de la badia de Cadaqués o del cap Norfeu, entre altres indrets de la costa catalana. La correguda va arribar fins ben al sud del País Valencià, on, a Benidorm, d'un cop de la seua espasa va etzibar una tal estassada al Puig Campana que hi va fer un forat al cim i va originar el que avui es coneix com la Coltellada de Rotlan i aquest tros va formar l'Illa de Benidorm.

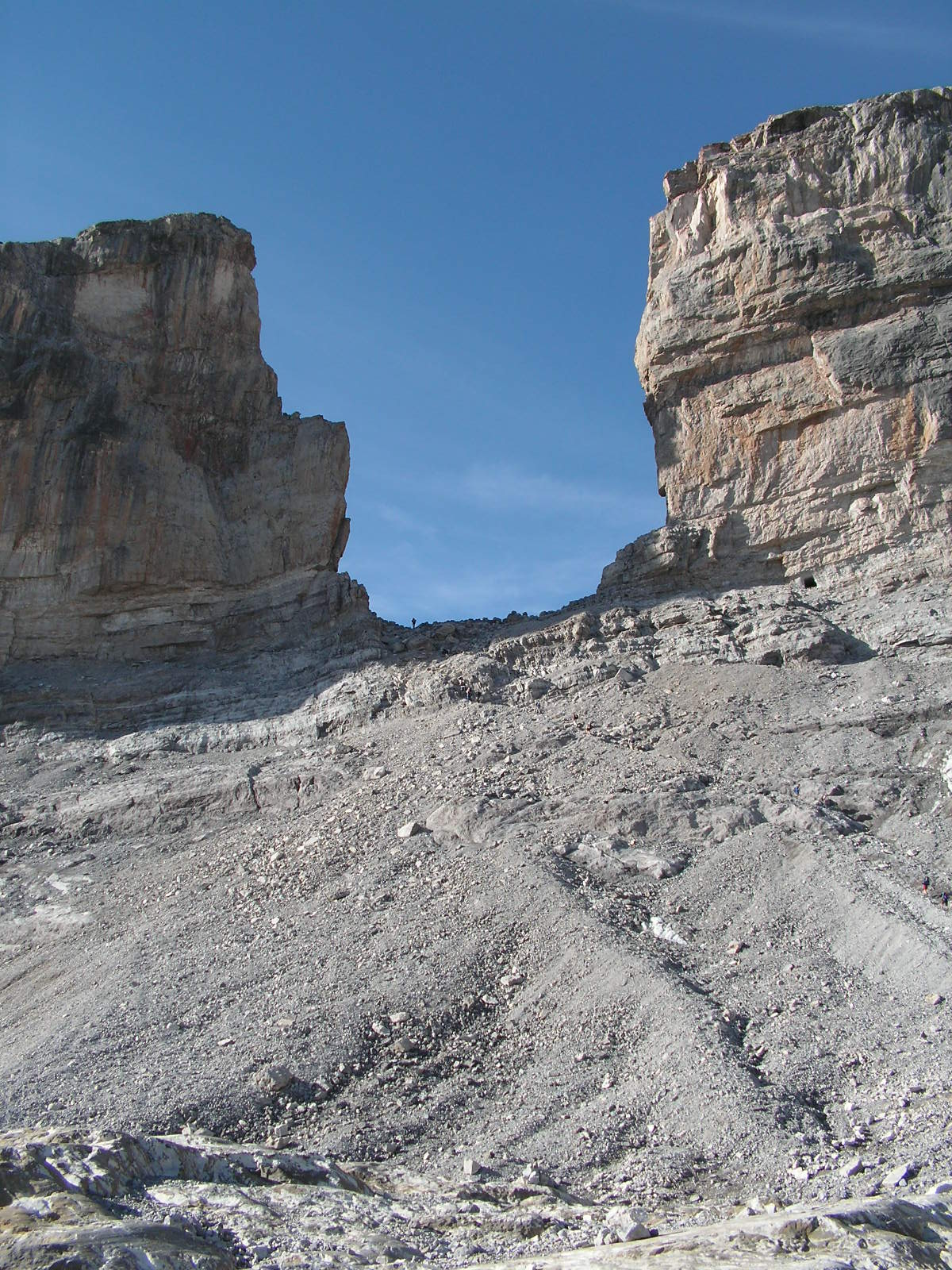
La Bretxa de Rotllà, al Circ de Gavarnia

Els Pirineus són plens de megàlits (pedra grossa o monument) anomenats palets de Rotllà o pedres de Rotllà (Palet de Rotllan en el Vallespir, prop del lloc anomenat Fossa de Rotllan). Els anava tirant per a esbargir-se. En toponímia també hi ha les Ferradures del cavall de Rotllan (clots que es veuen a un penyal de prop de Ceret al Vallespir, i la Mare de Déu del Roser de Rotllan, ermita situada a Campdevànol al Ripollès.
Al final es va morir. No podia fer-ho a causa de cap arma, ja que havia nascut amb un bon estel, però un moro tan gros i cepat com ell va aconseguir d' escanyar-lo fins a la mort a la batalla de Roncesvalls. El seu cavall el va portar carregat a sobre fins a Catalunya i fou enterrat a la vall del Tec, en el que avui es coneix com la Caixa de Rotllan.

## L'home darrere el personatge
Sembla que el personatge real va ser un cavaller que va néixer l'any 736 i va morir a Roncesvalls el 15 d'agost del 778. Rotllà estava assignat a la defensa de la marca de Bretanya però l'any 777 va marxar amb el rei franc Carlemany, quan aquest encara no era emperador, el qual havia estat convidat a Saragossa per trobar-se amb el governador musulmà de Barcelona i Girona, Sulayman ben Yaqzan ibn al-Arabi. El governador volia el seu suport militar per defensar-se de Abd-ar-Rahman I ad-Dàkhil, l'emir de Còrdova que l'estava amenaçant.
Carlemany va travessar els Pirineus per anar a la cita però el governador de Barcelona no va avisar el governador de Saragossa i els seus guerrers van atacar els francs. Carlemany es va veure obligat a fer marxa enrere i, en represàlia, va assetjar i incendiar la ciutat de Pamplona. El 15 d'agost del 778 un grup de bascos van anar en defensa de Pamplona i van preparar una emboscada en l'estret passatge de Roncesvalls. Els francs no s'esperaven aquest atac i en van morir molts, entre ells el cavaller Rotllà. La tradició, però, diu que està enterrat a Blaia, en la Basílica de Saint-Romain, necròpoli dels ducs Merovingis d'Aquitània, actualment destruïda.
Aquests eren coneguts sobretot per la literatura cavalleresca i es dubtava de la seva veracitat, però els fets s'han comprovat en textos històrics: el Vita Karoli Magni (c. 830) d'Einhard, la Vita Hludovici Imperatoris i s'ha contrastat amb les cròniques àrabs d'aquella època. Un estudi arqueològic es va dur a la zona de Roncesvalls i es van trobar diversos fragments d'espases d'època carolíngia, escuts i altre material militar que indicava una possible batalla i sobtada fugida, però no en quantitat suficient per confirmar la historicitat dels fets. Alguns autors creuen que probablement els bascos es van endur espases i altre material que els francs van deixar enrere en la seva fugida i per això no s'ha trobat al lloc.

## En la literatura
El primer text conservat dels que tracten sobre aquest cavaller és la Cançó de Rotllan, escrita en occità uns tres-cents anys després dels fets.
El Pseudo-Turpí, en va escriure una versió en prosa el 1140; Bertrand de Bar-sur-Aube va escriure Girart de Vienne l'any 1180. Altres textos francs són: la Chanson d'Aspremont (1190), la Chanson des quatre fils Aymon. El poema franco-italià Berte et Milon, tracta dels amors dels pares de Rotllà, Berta, una germana de Carlemany i Milon, senescal, els quals han de fugir a Imola per a amagar-se de la ira de Carlemany, on Berta dona a llum al famós cavaller.
Roland també és present en la saga noruega Karlamagnús. Fins i tot forma part de la tradició de les illes Fèroe, narrada en el Runtsivalstríðið.
En llengua italiana va ser cantat per Dante i en un text anònim franco-venecià anomenat L'Entrée d'Espagne, escrit el 1320. Altres obres italianes són: la Prise de Pampelune, de Niccolò da Verona; la Spagna del florentí Sostegno di Zanobi; I reali di Francia, escrit per Andrea da Barberin; el Morgante de Luigi Pulci, l'Orlando Innamorato de Matteo Maria Boiardo; l'Orlando Furioso de Ludovico Ariosto, aquestes darreres considerades obres fonamentals de la literatura. En el text de Boiardo, Rotllà viatja fins a l'Índia per defensar una princesa, Angèlica, de la qual s'enamora bojament. En el d'Ariosto, el personatge passa moltes aventures, també relacionades amb Angèlica.
La figura de Rotllà, va ser represa al segle XX per l'escriptor Italo Calvino, el qual el va fer protagonista d'una part del llibre Il castello dei destini incrociati (El castell dels destins encreuats), i també va aparèixer en el llibre Il cavaliere inesistente (El cavaller inexistent).
Claudio Monteverdi, Jean-Baptiste Lully, Antonio Vivaldi i Georg Friedrich Händel van compondre òperes basades en els textos literaris.

## El símbol del cavaller justicier
A Alemanya, Rotllà va esdevenir al llarg dels anys un símbol d'independència de les ciutats respecte del poder de la noblesa. Cap a finals de l'edat mitjana, algunes ciutats van erigir estàtues en honor d'un desafiant Rotllà, situades al bell mig de la plaça major. La de Wedel data del 1450 i va ser el símbol de justícia, la de la ciutat de Bremen, situada davant l'edifici de l'ajuntament, data del 1404 i és un dels monuments que fan que aquesta ciutat fos declarada patrimoni de la humanitat per la UNESCO el 2004.